# Ottica attiva

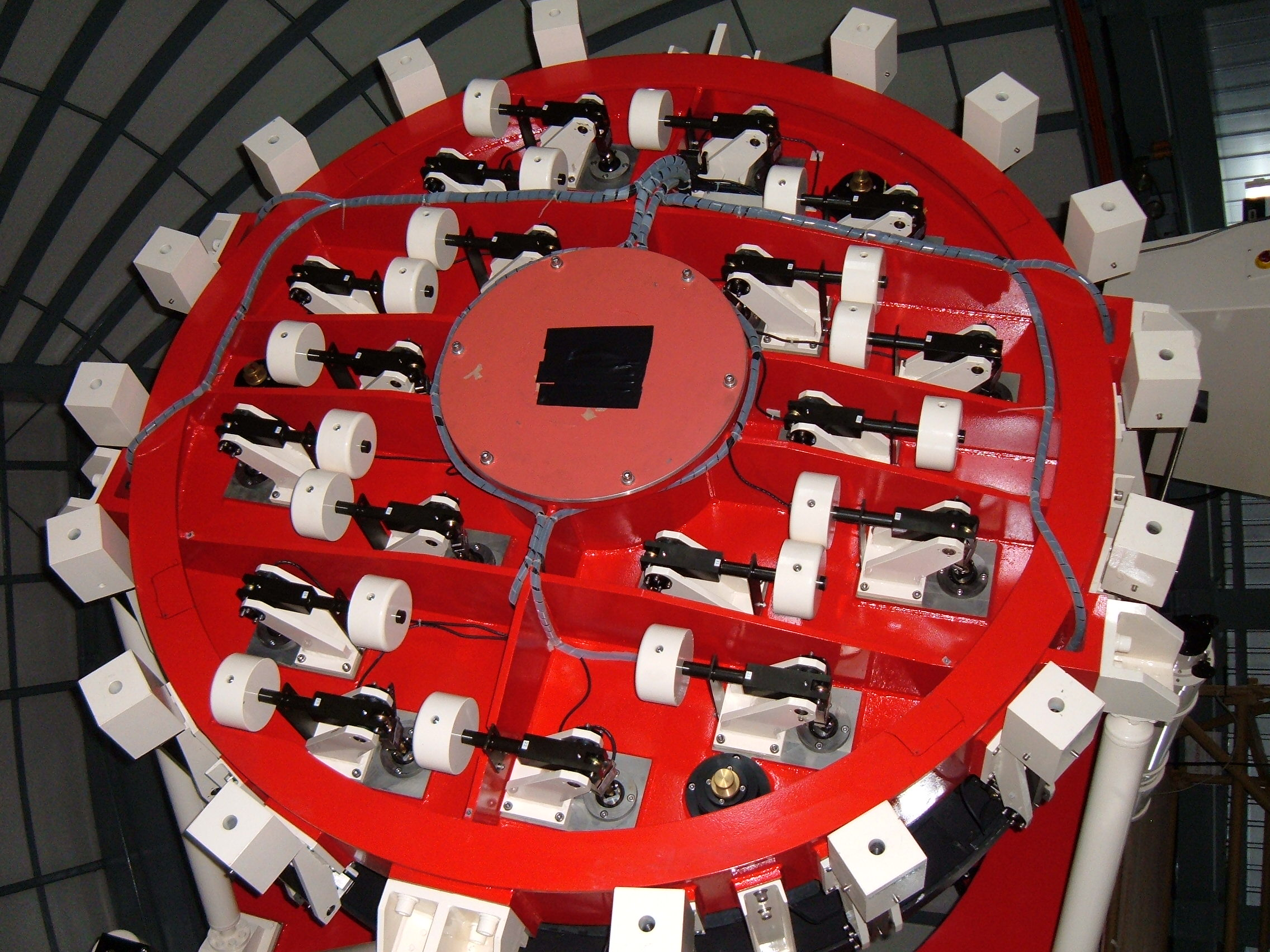
Sistema ad attuatori di gravità per contrastare le flessioni dello specchio, tramite un sistema di semplici contrappesi.

L'ottica attiva è una tecnologia utilizzata nei moderni telescopi astronomici e in strumenti simili per avere superficie ottiche (in genere specchi) di grande precisione. Essa opera modificando continuamente nel tempo la forma degli specchi dei telescopi.
Gli specchi primari dei moderni telescopi riflettori, che hanno diametri dai 3 agli 8 metri o più, si deformano in modo inversamente proporzionale al loro spessore. Tuttavia, un sistema di attuatori a controllo computerizzato posti sotto lo specchio può mantenerlo costantemente nella forma ideale, compensando quindi gli effetti della gravità e del vento. Ciò assicura sempre una qualità ottimale delle immagini astronomiche.
Questa tecnica è utilizzata, tra gli altri, dal Nordic Optical Telescope, dal New Technology Telescope, dal Telescopio nazionale Galileo e dai Telescopi Keck.

## Astronomia ottica
Nei moderni telescopi ottici si ha la tendenza a costruire lo specchio primario sempre più grande. Al fine di mantenere la superficie indeformabile, tali specchi in passato richiedevano uno spessore non indifferente per contrastare le forze deformanti quali venti ed il peso stesso dello specchio e le dimensioni massime potevano arrivare a 5 o 6 metri di diametro; un esempio è il telescopio Hale dell'osservatorio di monte Palomar. 
Dai primi anni '80, ai telescopi di nuova concezione vengono applicati degli attuatori, dispositivi elettro-meccanici che agiscono posteriormente allo specchio per mantenere la superficie riflettente dello specchio perfettamente a fuoco ed allineata. Alcuni specchi di grandi dimensioni sono composti da elementi più piccoli, esagonali o circolari, affiancati a formare un'unica superficie di raccolta maggiore senza compromettere il peso della struttura e consentendo riduzione dei costi.
Congiuntamente agli attuatori si utilizzano controller computerizzati e sensori di qualità. Si parla di ottica attiva quando le correzioni compensative dovute alle forze contrastanti avvengono in tempo reale
- Ottica adattiva
- Telescopio a specchi sottili